# Nashorn
Nashornは、オラクルによってJavaプログラミング言語で開発されたJavaScriptエンジンである。Da Vinci Machine（JSR 292）に基づいており、Java 8でリリースされている。
このプロジェクトは、2011年7月のJVM言語サミットで最初に発表され、2011年10月にJavaOneで確認された。
2012年11月21日、オラクルはOpenJDKリポジトリでのNashornソースのオープンソースを正式に発表した。プロジェクトの目的は、JSR-223を介してJavaアプリケーションにJavaScriptを埋め込むことを可能にし、スタンドアロンのJavaScriptアプリケーションを開発することである。2012年12月21日、オラクルはNashornソースがOpenJDKリポジトリで公開されたことを発表した。
Nashornは、ECMAScript 5.1を100％サポートする。
Java 11のリリースに伴い、Nashornは非推奨になり、JDK 15以降から削除された。GraalVMプロジェクトのGraalJSが代替として提案されている。

## 名称
Nashorn [ˈnaːsˌhɔɐ̯n] （ "nahss-horn"）という名称は、サイ（rhinoceros）のドイツ語訳である。これは、Javaで実装されMozilla Foundationから提供されているJavaScriptエンジンの名前であるRhino、およびオライリーメディアから出版されているJavaScriptの書籍の表紙の動物に掛けた言葉遊びである。

## パフォーマンス
Oracleベンチマークによると、Nashornのパフォーマンスは競合するJavaScript エンジンであるRhinoよりも数桁倍高速である。